# Per Olov Jansson
Per Olov Jansson (ur. 22 kwietnia 1920 w Helsinkach, zm. 7 lutego 2019 w Vantaa) – fiński fotograf szwedzkiego pochodzenia.

## Życiorys
Ojciec Pera Olova Janssona, Viktor Jansson był fińskim rzeźbiarzem wywodzącym się ze szwedzkojęzycznej mniejszości w Finlandii, a matka, Signe Hammarsten-Jansson – szwedzką ilustratorką. Był bratem pisarki Tove Jansson i rysownika Larsa Janssona. Jego fotografie pojawiły się w książkach autorstwa Tove Jansson, między innymi Skurken i muminhuset (1980), Anteckningar från en ö (1993), a także powieści Lyssnerskan z 1971 roku zadedykowanej jemu samemu. Jest też autorem znakomitej większości zdjęć z udziałem siostry Tove.
Fotografie Janssona opisywane są jako kładące nacisk na akt twórczości artystycznej, a jego technika została w znacznym stopniu oparta na perspektywie i związku między jasnym, ciemnym i średnim kontrastem.
W latach pięćdziesiątych wraz ze swoim bratem  Larsem Janssonem założył firmę Aerofoto. Pomimo długiej aktywności w branży jego pierwsza wystawa pojawiła się dopiero w 2000 roku, na osiemdziesiąte urodziny.